# Aurélie Névot
Aurélie Névot (née le 16 octobre 1975 à Saint-Brieuc) est une anthropologue et ethnologue française, chercheuse du CNRS à l'École des hautes études en sciences sociales (EHESS).

## Biographie
Névot a fait des études de sociologie et d'ethnologie à Strasbourg et à Paris (doctorat en 2003, habilitation en 2017). Depuis 1998, elle effectue des terrains de recherches en Chine, dans la province du Yunnan, où elle étudie la religion des Nipa (branche Sani de la nationalité Yi), une forme de chamanisme reposant sur l’emploi d’une écriture secrète, réservée aux chamanes appelés Maîtres de la psalmodie (bimo).
Les études sur le « chamanisme à écriture » des Yi a donné lieu à des traductions et des commentaires de mythes exprimant la pensée cosmologique, métaphysique et religieuse de cette minorité ethnique. Depuis plusieurs années, Névot élargit ses recherches sur l'écriture et la scripturalité dans une perspective interdisciplinaire.
Dans les travaux de Névot se croisent des approches ethnographiques, anthropologiques et philosophiques. D'une part, elle renoue avec des élaborations phénoménologiques (par exemple chez Maurice Merleau-Ponty) et contribue en même temps au débat contemporain sur un « tournant ontologique » en anthropologie (à la suite de Philippe Descola et Viveiros de Castro). D'autre part, elle développe une « anthropologie de l'architecture » en montrant que les œuvres architecturales peuvent être lues comme des documents dont la symbolique se laisse déchiffrer et interpréter quant à sa teneur de sens. Ses travaux abordent ainsi l'anthropologie de l'écriture selon différents angles.

## Publications (sélection)
- Comme le sel, je suis le cours de l'eau. Le chamanisme à écriture des Yi du Yunnan (Chine) [3],[4],[5], Société d'ethnologie, Nanterre, 2008  (ISBN 978-2901161837).
- Versets chamaniques. Le Livre du sacrifice à la terre (textes rituels du Yunnan, Chine), Société d'ethnologie, Nanterre, 2013  (ISBN 978-2365190015).
- De l'un à l'autre. Maîtres et disciples [6],[7] CNRS, Paris, 2013  (ISBN 978-2271076847).
- La Couronne de l'Orient. Le centre du monde à Shanghai [8], CNRS, Paris, 2014  (ISBN 978-2271080455).
- Masters of Psalmody (bimo): Scriptural Shamanism in Southwestern China, Brill, Leiden, 2019  (ISBN 978-90-04-41483-9).
- Le corps effacé. Relations, substances et submutances, Association Internationale de Phénoménologie, Dixmont/Wuppertal, 2021  (ISBN 978-2-916484-18-1)
- Le ressac de l'altérité. Richir et Clastres à l'épreuve de l'ethnologie, Association Internationale de Phénoménologie, Dixmont/Wuppertal, 2023  (ISBN 978-2-916484-22-8)